# Christiane Klapisch-Zuber

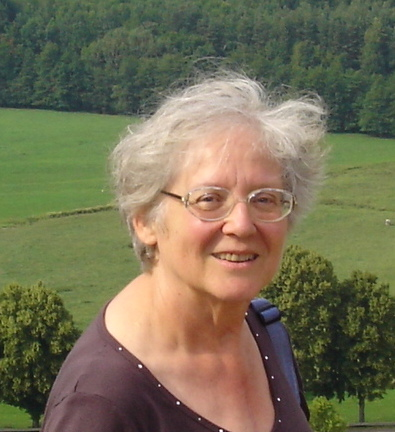
Christiane Klapisch-Zuber (2006)

Christiane Klapisch-Zuber (* 30. November 1936 als Christiane Zuber in Thann; † 29. November 2024 in Paris) war eine französische Historikerin und Spezialistin für europäisches Mittelalter.

## Leben
Christiane Klapisch-Zuber promovierte 1966 an der Sorbonne bei Jacques Le Goff mit einer Arbeit zur Geschichte Carraras und der Marmorverarbeitung und war ab 1962 Chef de travaux, Maître-Assistante bzw. Maîtresse de conférences an der École pratique des hautes études, VIe Section/École des hautes études en sciences sociales (EHESS) in Paris. Ab 1981 war sie Directrice d’études EHESS.
Zusammen mit ihrem amerikanischen Kollegen David Herlihy verfasste sie eine Arbeit über den Florentiner Catasto von 1427, die als Meilenstein moderner Sozialgeschichtsschreibung gilt. In zahlreichen Publikationen widmete sie sich der Gesellschaft von Florenz im 13. und 14. Jahrhundert. Sie zeichnete 1993 für den Band 2 der Geschichte der Frauen verantwortlich und arbeitete an vielen anderen französischen Großprojekten zur Geschichte der Familie und des privaten Lebens mit. Im Jahr 2000 ist bei dem Pariser Verlag Fayard das Buch L’ombre des ancêtres: essai sur l’imaginaire médiéval de la parenté erschienen. Die deutsche Übersetzung trägt den Titel Stammbäume: eine illustrierte Geschichte der Ahnenkunde und erschien 2004 im Knesebeck Verlag.
Christiane Klapisch-Zuber war mit dem französischen Experimentalphysiker Robert Klapisch verheiratet. Mit ihm hatte sie eine gemeinsame Tochter, Marianne Klapisch (* 1969), die als Architektin arbeitet.

## Preise und Auszeichnungen
- Bronzemedaille des Centre national de la recherche scientifique (1979)[1]
- Prix Ultimo Novecento (1991)
- Prix Monseigneur Marcel (1991)[5]
- Chevalier de l’Ordre national du Mérite (1993)
- Officier des Palmes académiques (1986, 1997)
- Paul Oskar Kristeller Lifetime Achievement Award der Renaissance Society of America (2003)[6]
- Ehrendoktorwürden:
  - des Institut universitaire européen, Florenz (2004)
  - der Universität Pisa (2008)
- Mitglied der American Philosophical Society (2008)

## Werke (Auswahl)
- Les maîtres du marbre, Carrare 1300–1600. S.E.V.P.E.N., Paris 1969.
- mit D. Herlihy: Les Toscans et leurs familles. Une étude du Catasto Florentin de 1427. Paris 1978.
- L’invention du passé familial à Florence (XlVe-XVe s). In: Temps, mémoire, tradition au Moyen Âge, actes du XIIIe congres de la Societe des Historiens Medievistes de l’Enseignement Superieur Public, Aix-en-Provence, 4–5 Juin 1982. Université de Provence, service des publications, Aix-en-Provence 1983, S. 95–118.
- Deutsche Übersetzung: Das Haus, der Name, der Brautschatz, Strategien und Rituale im gesellschaftlichen Leben der Renaissance (= Geschichte und Geschlechter. Bd. 7). Übersetzt von Alexandre Métraux. Campus-Verlag, Frankfurt am Main 1995.
- La maison et le nom: stratégies et rituels dans l’Italie de la Renaissance. EHESS, Paris 1990.
- Storia delle donne in occidente. In: A history of women in the West. 2. Silences of the Middle Ages. Harvard University Press, Cambridge (Mass.) 1997.
- La famiglia e le donne nel rinascimento a Firenze (= Biblioteca universale Laterza. Bd. 440). Laterza, Roma/Bari, 1995.
- L’ombre des ancêtres: essai sur l’imaginaire médiéval de la parenté (= L’esprit de la cité.). Fayard, Paris 2000.
- L’arbre des familles. Éd. de La Martinière, Paris 2003.
  - Deutsche Übersetzung: Stammbäume. Eine illustrierte Geschichte der Ahnenkunde. Übersetzt von Egbert Baqué. Knesebeck, München 2004.